# 奈爾斯 (密歇根州)
奈爾斯（英語：Niles）是一個位於美國密歇根州貝林縣及卡斯縣的城市。

## 人口
根據2020年美國人口普查的數據，奈爾斯的面積為15.42平方千米，當中陸地面積為15.01平方千米，而水域面積為0.41平方千米。當地共有人口11988人，而人口密度為每平方千米777人。